# Sopron
Sopron (alemão: Ödenburg; aportuguesado Odemburgo) é uma cidade e um condado urbano (megyei jogú város em húngaro) da Hungria. A cidade está localizada no condado de Győr-Moson-Sopron.
Sopron tem duas línguas oficias: o húngaro e o alemão.
Era chamada de Escarbância (Scarbantia) durante o período romano.